# Trib Real
El Trib Real és, segons l'imaginari popular valencià, un grup sobrenatural d'homes i dones que van tots junts de nit pels aires, volant per damunt de les carenes i travessant els núvols, mentre ballen sense descans envoltats d'una música i un brogit incessants. Es tracta d'un càstig que els fou infligit perquè, mentre vivien, no tenien miraments per ningú i ballaven quan tocava i quan no, sense respectar el dol aliè. La colla del Trib Real, doncs, està condemnada a ballar sense parar pels aires fins a la fi del món.
El mite del Trib Real es feia servir tradicionalment per a espantar aquells a qui els agrada molt el ball i la festa. N'hi ha versions locals com ara la que s'explica del tio Miquel de l'Ermita, que vivia a Planes de la Baronia, al Comtat, que se'l va trobar una nit que tornava de veure les fadrines d'un mas proper. De fet, les contalles sobre el Trib Real són especialment abundants per la zona de la serra de Mariola.